# Drumontiana amplipennis
Drumontiana amplipennis là một loài bọ cánh cứng trong họ Cerambycidae.